# ムカシベニシダ
ムカシベニシダ（学名:Dryopteris anadroma Mitsuta）はシダの一種。鹿児島県屋久島に自生し、局所的に分布しまれである。常緑性で、葉は長さ50cm前後、幅20cm前後の2－3回羽状複葉。ベニシダ類では特異的に小羽片が上先につく。この特徴はカナワラビ属(学名:Arachniodes)に見られるものである。
環境省レッドデータブックで絶滅危惧II類[VU]に指定されている。